# أندري نيشيتا
أندري نيشيتا (بالرومانية: Andrei Nechita) هو دراج روماني، ولد في 29 مايو 1988 في فاسلوي في رومانيا.

## وصلات خارجية
- أندري نيشيتا على موقع الاتحاد الدولي للدراجات (الإنجليزية)
- أندري نيشيتا على موقع أرشيف الدراجات (الإنجليزية)
- أندري نيشيتا على موقع إحصائيات الدراجات الإحترافية (الإنجليزية)
- أندري نيشيتا على موقع نسبة الدراجات (الإنجليزية)
- أندري نيشيتا على موقع أوليمبيديا (الإنجليزية)
- أندري نيشيتا على موقع اللجنة الأولمبية الرومانية (الرومانية)